# HTTP-klient
En HTTP-klient är ett datorprogram som använder sig av filöverförings-protokollet HTTP för att ansluta till en webbserver.
Vanligaste HTTP-klienterna är webbläsare men det finns också fristående program som bara laddar ner och inte visar sidan ifråga, ex. wget samt en del automatiska verktyg, exempelvis använder sig sökmotorerna av HTTP-klienter för att besöka webbplatser och ta del av innehållet.